# Kim Nam-gil
Kim Nam-gil (Hangul: 김남길, Hanja: 金南佶, RR: Gim Nam-gil) es un actor, productor de cine y cantante surcoreano.

## Biografía
Tiene un hermano menor.
Estudió en la Universidad de Hankuk de Estudios Extranjeros (inglés: "Hankuk University of Foreign Studies").
Inició su servicio militar obligatorio 15 de julio del 2010, el cual finalizó el 12 de julio del 2012.
Es el fundador y director ejecutivo (CEO) de Gilstory, una organización sin fines de lucro, que se enfoca en preservar el patrimonio cultural, promover las artes y recaudar fondos de ayuda para propósitos especiales.
El 14 de julio de 2021 se anunció que se había sometido como mediada de prevención a una prueba de COVID-19, después de que uno de los productores y un miembro del personal de producción de la película "Hunt" fueran diagnosticados con el virus. Sus resultados fueron negativos, pero como medida de prevención se mantuvo en cuarentena.

## Carrera
En febrero de 2021 se anunció que había establecido su propia agencia Gilstory ENT. (Gilstory Entertainment).
Previamente formó parte de la agencia C-JeS Entertainment de junio de 2018 hasta el 2020.

### Televisión y cine
En 2004 apareció en la serie Sweet Buns donde interpretó al novio de Hong Hye-jan (Jung So-young).
En marzo del 2006 se unió al elenco principal de la serie Goodbye Solo donde dio vida al secretario Yoo Ji-an, el mejor amigo de Kim Min-ho (Chun Jung-myung) y el novio de la artista Chung Soo-hee (Yoon So-yi).
El 16 de noviembre del mismo año interpretó a Song Jae-min, un joven proveniente de una familia rica y conservadora que está enamorado de Lee Su-min (Lee Yeong-hoon) en la película No Regret.
Ese mismo mes se unió al elenco recurrente de la serie Lovers (연인) donde dio vida a Tae-san, el subordinado de Ha Kang-jae (Lee Seo-jin).
El 2 de octubre del 2008 se unió al elenco de la película Modern Boy donde interpretó a Hidaka Shinsuke, un detective japonés y el mejor amigo del general de gobierno Hae Myeong (Park Hae-il).
El 13 de noviembre del mismo año se unió al elenco principal de la película Portrait of a Beauty donde dio vida a Kang-mu, un vendedor de espejos que se enamora de Yun-jeong (Kim Gyu-ri).
El 19 de febrero del 2009 se unió al elenco de la película Handphone donde interpretó a Jang Yoon-ho, el exnovio de Yoon Jin-ah (Lee Se-na).
En mayo del mismo año se unió al elenco principal de la serie Queen Seondeok donde dio vida a Bi-dam, el hijo de Lady Mishil (Go Hyun-jung), un hombre que es amado y luego odiado, cuyo final es trágico y glorioso. El actor Park Ji-bin dio vida a Bi-dam de joven.
El 1 de abril del 2010 apareció como personaje principal en la película Lovers Vanished donde interpretó a Kim Su-in, un talentoso cocinero que luego de ser falsamente encarcelado por el asesinato de su esposa sale de prisión luego de inyectarse con la sangre VIH positiva de un recluso y termina trabajando en el café "Luth" donde conoce y se enamora de la propietaria Mi Ya (Hwang Jin-hee).
El 26 de mayo del mismo año se unió al elenco principal de la serie Bad Guy donde dio vida a Shim Gun-wook, un hombre que pierde todo debido a la familia Hong y jura vengarse de ellos y destruyendo su corporación "Haeshin", hasta el final de la serie el 5 de agosto del mismo año.
El 27 de mayo del 2013 se unió al elenco principal de la serie Shark (también conocida como "Don't Look Back: The Legend of Orpheus") donde interpretó a Han Yi-soo, un hombre que después de perder a su padre y casi morir gracias a los dueños del "Gaya Hotel Group", es adoptado por un japonés y regresa a Corea para buscar venganza ahora como el rico empresario japonés-coreano "Yoshimura Jun", hasta el final de la serie el 30 de julio del mismo año.
El 6 de agosto del 2014 dio vida al bandido Jang Sa-jung en la película The Pirates, quien mientras se encuentra en la búsqueda de un botín termina encontrándose con la pirata Yeo-wol (Son Ye-jin).
En mayo del 2015 apareció como personaje principal de la película The Shameless (también conocida como "Rouge") donde interpretó a Jung Jae-gon, un detective que está está siendo presionado para cerrar el caso del asesinato de Hwang Choong-nam (Lee Dong-jin) y mientras busca atrapar a Park Joon-gil (Park Sung-woong), termina enamorándose de Kim Hye-kyung (Jeon Do-yeon), la exnovia de Joon-gil.
El 25 de noviembre del mismo año se unió al elenco de la película The Sound of a Flower donde dio vida al monarca Heungseon Daewongun, el padre del rey y regente.
El 5 de abril del 2017 apareció como personaje principal de la película One Day donde interpretó a Lee Kang-soo, un investigador de seguros recién viudo que maneja el caso de Dan Mi-so (Chun Woo-hee), una mujer que entra en coma después de un accidente automovilístico y cuyo espíritu sólo Kang-soo puede después de visitarla en el hospital.
El 12 de agosto del mismo año se unió al elenco principal de la serie Live Up to Your Name, donde dio vida a Heo Im, un médico de la época Joseon, maestro de la medicina tradicional coreana con excelentes habilidades en la acupuntura, que un día termina viajando 400 años al moderno Seúl, donde toma el nombre de Heo Bong-tak y conoce a la cirujana Choi Yeon-kyung (Kim Ah-jung), hasta el final de la serie el 1 de octubre del mismo año.
El 6 de septiembre del mismo año apareció como personaje principal en la película Memoir of a Murderer (también conocida como "Memoir of a Murderer: Another Memory") donde interpretó a Tae-joo, un oficial de la policía local del que Kim Byeong-soo (Sol Kyung-gu) sospecha que es un asesino en serie.
El 13 de febrero del 2019 apareció como parte del elenco principal de la película The Odd Family: Zombie On Sale (también conocida como "Strange Family") donde dio vida a Min-gul, el hermano de Joon-geol y Hae-geol, el único en su familia que se graduó de la universidad y que luego de ser despedido decide regresar a su ciudad natal, donde su vida cambia cuando un miembro de su familia es mordido por un zombi.
El 15 de febrero del mismo año se unió al elenco principal de la serie The Fiery Priest donde interpretó al padre Kim Hae-il, un sacerdote católico mal hablado que aunque se ve amable en el exterior, en realidad es grosero, hasta el final de la serie el 20 de abril del mismo año.
El 5 de febrero del 2020 se unió al elenco principal de la película The Closet donde dio vida a Kyung-hoon, un exorcista que se une al arquitecto Sang Won (Ha Jung-woo) para encontrar a su hija desaparecida Yi-na y resolver el misterio de los 32 niños desaparecidos.
En mayo del mismo año se anunció que se había unido al elenco de la película Emergency Declaration (también conocida como "State of Emergency").
El 14 de enero de 2022 se unió al elenco principal de la serie Through the Darkness (también conocida como "Those Who Read Hearts of Evil") donde dio vida a Song Ha-young, un perfilador que profundiza en la mente humana.
Ese mismo año se unió al elenco principal de la serie Island, donde interpreta a Ban, un atractivo inmortal cazador de monstruos que ha estado protegiendo al mundo de los demonios malvado.
También se unirá al elenco principal de la serie Song of the Bandits, donde dará vida a Lee Yoon, un esclavo que nunca aprendió nada ni tuvo la oportunidad de hacerlo.

### Música
En julio del 2013 lanzó su primer sencillo en Japón, la canción principal es una versión de "Roman" de Kōji Tamaki, el sencillo también incluyó las dos canciones de Kim de la banda sonora de la serie Queen Seondeok.

## Filmografía

### Series de televisión
| Año     | Título                               | Personaje                             | Notas              | Ref.          |
| ------- | ------------------------------------ | ------------------------------------- | ------------------ | ------------- |
| -       | Freezing Point                       | Min-soo                               | Ep. 1              |               |
| 1999    | School 1                             | Min-soo                               |                    |               |
| 2004    | "Kang Jang-soo's Love House"         | -                                     | MBC Best Theater   |               |
| 2004    | Nonstop 4                            | -                                     | Ep. 206            |               |
| 2004    | The Age of Heroes                    | -                                     | Ep. 8              |               |
| 2004    | Sweet Buns                           | Novio de Hong Hye-jan                 |                    |               |
| 2005    | Beating Heart                        | -                                     | Ep. 6              |               |
| 2005    | Be Strong, Geum-soon!                | Noh Seong-hwan                        |                    |               |
| 2005    | The 5th Republic                     | Park Ji-man                           | Ep. 3              |               |
| 2005    | My Lovely Sam Soon                   | Kim Byung-tae                         |                    |               |
| 2006    | Goodbye Solo                         | Yoo Ji-an                             | 16 episodios       |               |
| 2006-07 | Lovers                               | Tae-san                               |                    |               |
| 2007    | When Spring Comes                    | Kim Joon-ki                           | 16 episodios       |               |
| 2007    | Several Questions That Make Us Happy | Im Seok-joo                           | 2 episodios        |               |
| 2008    | Terroir                              | Jo Yi-yeong                           |                    |               |
| 2009    | Queen Seondeok                       | Bi-dam                                | 62 episodios       |               |
| 2010    | Personal Taste                       | Hombre sentado en el café             | Ep. 11             |               |
| 2010    | Bad Guy                              | Shim Gun-wook                         | 17 episodios       |               |
| 2013    | Shark                                | Han Yi-soo / Yoshimura Jun / Kim Joon | 20 episodios       |               |
| 2017    | Live Up to Your Name                 | Dr. Heo-im / Heo Bong-tak             | 16 episodios       |               |
| 2019    | The Fiery Priest                     | Kim Hae-il                            | 40 episodios       |               |
| 2021    | One the Woman                        | Chanjo                                | Aparición especial | [ 37 ] [ 38 ] |
| 2022    | Through the Darkness                 | Song Ha-young                         | 12 episodios       | [ 39 ]        |
| 2022-23 | Island                               | Van                                   |                    | [ 40 ] [ 41 ] |
| 2023    | Song of the Bandits                  | Lee Yoon                              |                    | [ 35 ] [ 42 ] |
| 2025    | Karma                                | Yoon Jung-min                         | Aparición especial | [ 43 ]        |

### Películas
| Año  | Título                               | Personaje                       | Notas                                                                              | Ref.          |
| ---- | ------------------------------------ | ------------------------------- | ---------------------------------------------------------------------------------- | ------------- |
| 2004 | Low Life                             | Oficial en el Puesto de Control | Junto a Jo Seung-woo, Kim Gyu-ri, Kim Hak-jun y Yoo Ha-jun                         |               |
| 2006 | Don't Look Back                      | Seok-woo                        |                                                                                    |               |
| 2006 | No Regret                            | Song Jae-min                    | Junto a Lee Yeong-hoon, Kim Jung-hwa, Jo Hyeon-cheol y Kim Dong-wook               |               |
| 2008 | Public Enemy Returns                 | Park Mun-su                     | Junto a Sol Kyung-gu, Jung Jae-young, Kang Shin-il, Lee Moon-sik y Yoo Hae-jin     |               |
| 2008 | Modern Boy                           | Det. Hidaka Shinsuke            | Junto a Park Hae-il, Kim Hye-soo, Kim Young-jae, Lee Sae-byul y Hwang Ji-no        |               |
| 2008 | Portrait of a Beauty                 | Kang-mu                         | Junto a Kim Gyu-ri, Kim Young-ho, Choo Ja-hyun, Jeon Gook-hwa y Yeo Ho-min         |               |
| 2009 | Handphone                            | Jang Yoon-ho                    | Junto a Uhm Tae-woong, Park Yong-woo, Park Sol-mi, Lee Se-na y Tae In-ho           |               |
| 2010 | Lovers Vanished                      | Kim Su-in                       | Junto a Hwang Jin-hee, Jung Yoon-min, Nam Sung-jin, Kim Jae-rok y Moon Jung-woong  |               |
| 2014 | The Pirates                          | Jang Sa-jung                    | Junto a Son Ye-jin, Park Chul-min, Kim Won-hae, Sulli, Oh Dal-su y Ahn Nae-sang    |               |
| 2015 | The Shameless                        | Det. Jung Jae-gon               | Junto a Jeon Do-yeon, Park Sung-woong, Kwak Do-won, Kim Min-jae y Lee Hak-joo      |               |
| 2015 | The Sound of a Flower                | Heungseon Daewongun             | Junto a Ryu Seung-ryong, Bae Suzy, Song Sae-byeok, Lee Dong-hwi y Ahn Jae-hong     |               |
| 2016 | Pandora                              | Kang Jae-hyeok                  | Junto a Kim Ju-hyeon, Jung Jin-young, Kim Young-ae, Moon Jeong-hee y Kim Myung-min |               |
| 2017 | Memoir of a Murderer                 | Tae-joo                         | Junto a Sol Kyung-gu, Kim Seol-hyun, Oh Dal-su, Hwang Seok-jeong y Kim Hye-yoon    |               |
| 2017 | Memoir of a Murderer: Another Memory | Tae-joo                         | Junto a Sol Kyung-gu, Kim Seol-hyun, Park Gwang-jae y Kim Joo-hun                  |               |
| 2017 | One Day                              | Lee Kang-soo                    | Junto a Chun Woo-hee, Lim Hwa-yeong, Park Hee-von, Kim Jung-hyun y Sung Joon       |               |
| 2019 | The Odd Family: Zombie On Sale       | Min-gul                         | Junto a Jung Jae-young, Lee Soo-kyung, Uhm Ji-won, Jung Ga-ram y Park In-hwan      |               |
| 2020 | The Closet                           | Kyung-hoon                      | Junto a Ha Jung-woo, Heo Yool, Shin Hyun-bin y Kim Shi-ah                          |               |
| 2020 | Joseon Firefighter                   | -                               | Junto a Kim Sung-kyun                                                              |               |
| 2021 | Emergency Declaration                | Piloto de vuelo                 | Junto a Lee Byung-hun, Jeon Do-yeon, Song Kang-ho, Im Si-wan y Park Hae-joon       | [ 44 ]        |
| 2022 | Hunt                                 | -                               | Aparición especial                                                                 | [ 45 ]        |
| 2022 | A Man of Reason                      | Woo-jin                         | Junto a Jung Woo-sung, Park Sung-woong y Kim Jun-han                               | [ 46 ] [ 47 ] |
| 2025 | Nocturnal                            | Kang Ho-ryeong                  | Junto a Ha Jung-woo, Yoo Da-in y Jung Man-sik                                      | [ 48 ]        |

### Programas de variedades
| Año  | Título                     | Notas                                            |
| ---- | -------------------------- | ------------------------------------------------ |
| 2016 | Abnormal Summit: Season 2  | (ep. #128) - invitado                            |
| 2017 | Life Bar                   | (ep. #18) - invitado                             |
| 2019 | We Will Channel You        | (ep. "The Fiery Priest Special Show") - invitado |
| 2019 | Trans-Siberian Pathfinders | 9 episodios - miembro (vice-capitán)             |
| 2020 | Herald Pop                 | invitado                                         |

### Director

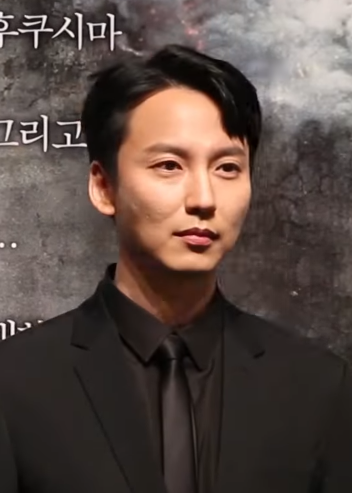
Kim Nam-gil en noviembre del 2016.

| Año  | Título     | Notas   |
| ---- | ---------- | ------- |
| 2013 | Hello, Mom | (corto) |

### Productor
| Año  | Título   | Notas          |
| ---- | -------- | -------------- |
| 2012 | Ensemble | (mockumentary) |

### Narrador
| Año  | Título                  | Notas        |
| ---- | ----------------------- | ------------ |
| 2009 | Tears of the Amazon     | (documental) |
| 2010 | Haiti, Tears of Tragedy | (documental) |
| 2014 | Glory for Everyone      | (documental) |

### Aparición en videos musicales
| Año  | Intérprete(es)      | Canción                      | Notas |
| ---- | ------------------- | ---------------------------- | ----- |
| 1999 | Kim Jang-hoon       | "Gift"                       |       |
| 2005 | Lady                | "Attention"                  |       |
| 2005 | M.Street            | "Start"                      |       |
| 2005 | The Red             | "Don't Forget, Don't Forget" |       |
| 2007 | J (Chung Jae-young) | "Just Ten Days"              |       |

### Teatro
| Año  | Obra                                       | Personaje | Notas  |
| ---- | ------------------------------------------ | --------- | ------ |
| 2000 | A Midsummer Night's Dream (한여름 밤의 꿈) | -         |        |
| 2003 | Park Mu-geun's Family (박무근 일가)        | -         | [ 51 ] |
| 2003 | And (그리고)                               | -         |        |

### Anuncios
| Año         | Título                | Notas |
| ----------- | --------------------- | ----- |
| 2009        | Hannam University     | -     |
| 2009        | Anycall               | -     |
| 2009 - 2010 | The Class             | -     |
| 2010        | AD HOC                | -     |
| 2010        | Hollys Coffee on Baba | -     |
| 2010        | Hite Jinro            | -     |
| 2010        | Shinhan Card          | -     |
| 2010        | O HUI Hydra Fórmula   | -     |
| 2013        | Off-road              | -     |

### Revistas / sesiones fotográficas
| Año  | Título            | Notas                                                 |
| ---- | ----------------- | ----------------------------------------------------- |
| 2019 | High Cut Magazine | (vol. 238, publicación de marzo) - junto a Lee Ha-nui |
| 2019 | VOGUE Magazine    | (publicación de enero)                                |
| 2018 | T.O.P. Magazine   | (publicación de julio)                                |
| 2017 | Cine21 Magazine   | (vol. 1099) - junto a Chun Woo-hee                    |
| 2017 | STAR Focus        |                                                       |
| 2016 | VOGUE Magazine    | (publicación de diciembre)                            |
| -    | High Cut Magazine | (vol. 209)                                            |
| -    | Cine21 Magazine   | (no. 965) - junto a Son Ye-jin                        |
| -    | M Magazine        |                                                       |

## Discografía

### Digital Single (Corea)
| Año                 | Información                                                                         | Canciones                                                             | Notas                            |
| ------------------- | ----------------------------------------------------------------------------------- | --------------------------------------------------------------------- | -------------------------------- |
| 8 de enero de 2010  | Título: Can't I Love You? Label: Star J Entertainment y Danal                       | 1. 사랑하면 안 되니 ("Can't I Love You?") 2. 사랑하면 안 되니 (Inst.) | OST especial de "Queen Seondeok" |
| 14 de enero de 2013 | Título: You Don't Know Label: J & J Entertainment, Aijin Music y LOEN Entertainment | 1. 너는 모른다 ("You Don't Know") 2. 너는 모른다 (Inst.)              | OST de "King of Ambition"        |

### Single (Japón)
| Año                 | Información                                    | Canciones | Notas                          |
| ------------------- | ---------------------------------------------- | --- | ------------------------------ |
| 10 de julio de 2013 | Single Título: Roman Label: Warner Music Japan | 1. Roman 2. 愛してはいけないの ("Can't I Love You?") 3. 지금 당신은 사랑하고 있습니까 ("Do You Still Love Now") 4. Roman (Inst.) 5. 愛してはいけないの (Inst.) | - (versión coreana original) - |

### Libro de fotos
En el 2012 publicó su libro "Way Back to the Road", una memoria de sus los dos años anteriores, que contenía fotos que él mismo había tomado. También presentó paisajes de Nueva Zelanda capturados por el fotógrafo Cho Nam-ryong y contribuciones del escritor Lee Yoon-chul.
| Año  | Título               | Editor           | ISBN               |
| ---- | -------------------- | ---------------- | ------------------ |
| 2010 | Into the Wild        | The Book Company | ISBN 9788991317512 |
| 2012 | Way Back to the Road | MCK Publishing   | ISBN 9788996985402 |

## Premios y nominaciones
| Año  | Categoría                                       | Premio                                      | Trabajo              | Resultado |
| ---- | ----------------------------------------------- | ------------------------------------------- | -------------------- | --------- |
| 2022 | Best Actor                                      | 58th Baeksang Arts Award                    | Through the Darkness | Pendiente |
| 2020 | Performer Award                                 | 32nd Korea PD Award                         | -                    | Ganó      |
| 2019 | Prime Minister’s Commendation                   | 10th Korean Popular Culture & Arts Award    | -                    | Ganó      |
| 2019 | Grand Prize (Daesang)                           | 27th SBS Drama Award                        | The Fiery Priest     | Ganó      |
| 2019 | Top Excellence Award in Mid-Length Drama (Male) | 27th SBS Drama Award                        | The Fiery Priest     | Nominado  |
| 2019 | Best Actor                                      | 32nd Grimae Award                           | The Fiery Priest     | Ganó      |
| 2019 | Best Actor                                      | 46th Korean Broadcasting Award              | The Fiery Priest     | Ganó      |
| 2019 | Outstanding Korean Actor                        | 14th Seoul International Drama Award        | The Fiery Priest     | Ganó      |
| 2019 | Best Actor                                      | 55th Baeksang Arts Award                    | The Fiery Priest     | Nominado  |
| 2019 | Best Actor                                      | Busan International Film Festival           | The Fiery Priest     | Ganó      |
| 2015 | Best Actor                                      | 24th Buil Film Award                        | The Shameless        | Nominado  |
| 2014 | Asian Rising Star                               | 8th Asian Film Awards Special Award         | -                    | Ganó      |
| 2013 | Top Excellence Award, Actor                     | KBS Drama Award                             | Shark                | Nominado  |
| 2013 | Excellence Award, Actor in a Mid-length Drama   | KBS Drama Award                             | Shark                | Nominado  |
| 2010 | Top Excellence Award, Actor in a Drama Special  | SBS Drama Award                             | Bad Guy              | Nominado  |
| 2010 | Best New Actor (TV)                             | 46th Baeksang Arts Award                    | Queen Seondeok       | Ganó      |
| 2009 | Best New Actor                                  | MBC Drama Award                             | Queen Seondeok       | Nominado  |
| 2009 | Excellence Award, Actor                         | MBC Drama Award                             | Queen Seondeok       | Ganó      |
| 2009 | Best Couple Award (junto a Lee Yo-won)          | MBC Drama Award                             | Queen Seondeok       | Ganaron   |
| 2009 | New TV Icon                                     | 2nd Style Icon Award                        | -                    | Ganó      |
| 2009 | Best New Actor (Film)                           | 17th Korean Culture and Entertainment Award | Modern Boy           | Ganó      |
| 2009 | Best Supporting Actor                           | 46th Grand Bell Award                       | Modern Boy           | Nominado  |
| 2009 | Best New Actor                                  | 46th Grand Bell Award                       | Modern Boy           | Nominado  |
| 2008 | Best New Actor                                  | 29th Blue Dragon Film Award                 | Public Enemy Returns | Nominado  |